# Boudes
Boudes est une commune française rurale, située dans le département du Puy-de-Dôme, en région Auvergne-Rhône-Alpes.
Ses habitants, au nombre de 262 au recensement de 2022, sont appelés les Boudigans et les Boudigannes ou les Boudigands et Boudigandes.

## Géographie
Environné des terrasses de vignes qui s'étagent sur les coteaux ensoleillés, le village renferme de nombreuses maisons vigneronnes, dont les génoises soulignant les toits forment parfois de douces courbes, dites en chapeau de gendarmes.
Le village est situé au fond de la vallée du Couzillou, une petite rivière classée en première catégorie pour les pêcheurs.
|              | Villeneuve | Chalus    |
| Saint-Hérent | Boudes     |           |
|              | Madriat    | Collanges |

### Climat
Pour des articles plus généraux, voir Climat d'Auvergne-Rhône-Alpes et Climat du Puy-de-Dôme.
En 2010, le climat de la commune est de type climat océanique dégradé des plaines du Centre et du Nord, selon une étude du Centre national de la recherche scientifique s'appuyant sur une série de données couvrant la période 1971-2000. En 2020, Météo-France publie une typologie des climats de la France métropolitaine dans laquelle la commune est exposée à un climat de montagne ou de marges de montagne et est dans la région climatique  Nord-est du Massif Central, caractérisée par une pluviométrie annuelle de 800 à 1 200 mm, bien répartie dans l’année. 
Pour la période 1971-2000, la température annuelle moyenne est de 10,7 °C, avec une amplitude thermique annuelle de 16,5 °C. Le cumul annuel moyen de précipitations est de 673 mm, avec 7,5 jours de précipitations en janvier et 6,5 jours en juillet. Pour la période 1991-2020, la température moyenne annuelle observée sur la station météorologique de Météo-France la plus proche, « Issoire », sur la commune d'Issoire à 11 km à vol d'oiseau, est de 12,0 °C et le cumul annuel moyen de précipitations est de 610,7 mm,. Pour l'avenir, les paramètres climatiques de la commune estimés pour 2050 selon différents scénarios d'émission de gaz à effet de serre sont consultables sur un site dédié publié par Météo-France en novembre 2022.

## Urbanisme

### Typologie
Au 1er janvier 2024, Boudes est catégorisée commune rurale à habitat dispersé, selon la nouvelle grille communale de densité à sept niveaux définie par l'Insee en 2022.
Elle est située hors unité urbaine. Par ailleurs la commune fait partie de l'aire d'attraction d'Issoire, dont elle est une commune de la couronne,. Cette aire, qui regroupe 53 communes, est catégorisée dans les aires de moins de 50 000 habitants,.

### Occupation des sols
L'occupation des sols de la commune, telle qu'elle ressort de la base de données européenne d’occupation biophysique des sols Corine Land Cover (CLC), est marquée par l'importance des territoires agricoles (77,4 % en 2018), une proportion sensiblement équivalente à celle de 1990 (76,9 %). La répartition détaillée en 2018 est la suivante : terres arables (39,3 %), zones agricoles hétérogènes (21,5 %), forêts (21,2 %), prairies (16,6 %), milieux à végétation arbustive et/ou herbacée (1,4 %). L'évolution de l’occupation des sols de la commune et de ses infrastructures peut être observée sur les différentes représentations cartographiques du territoire : la carte de Cassini (XVIIIe siècle), la carte d'état-major (1820-1866) et les cartes ou photos aériennes de l'IGN pour la période actuelle (1950 à aujourd'hui).

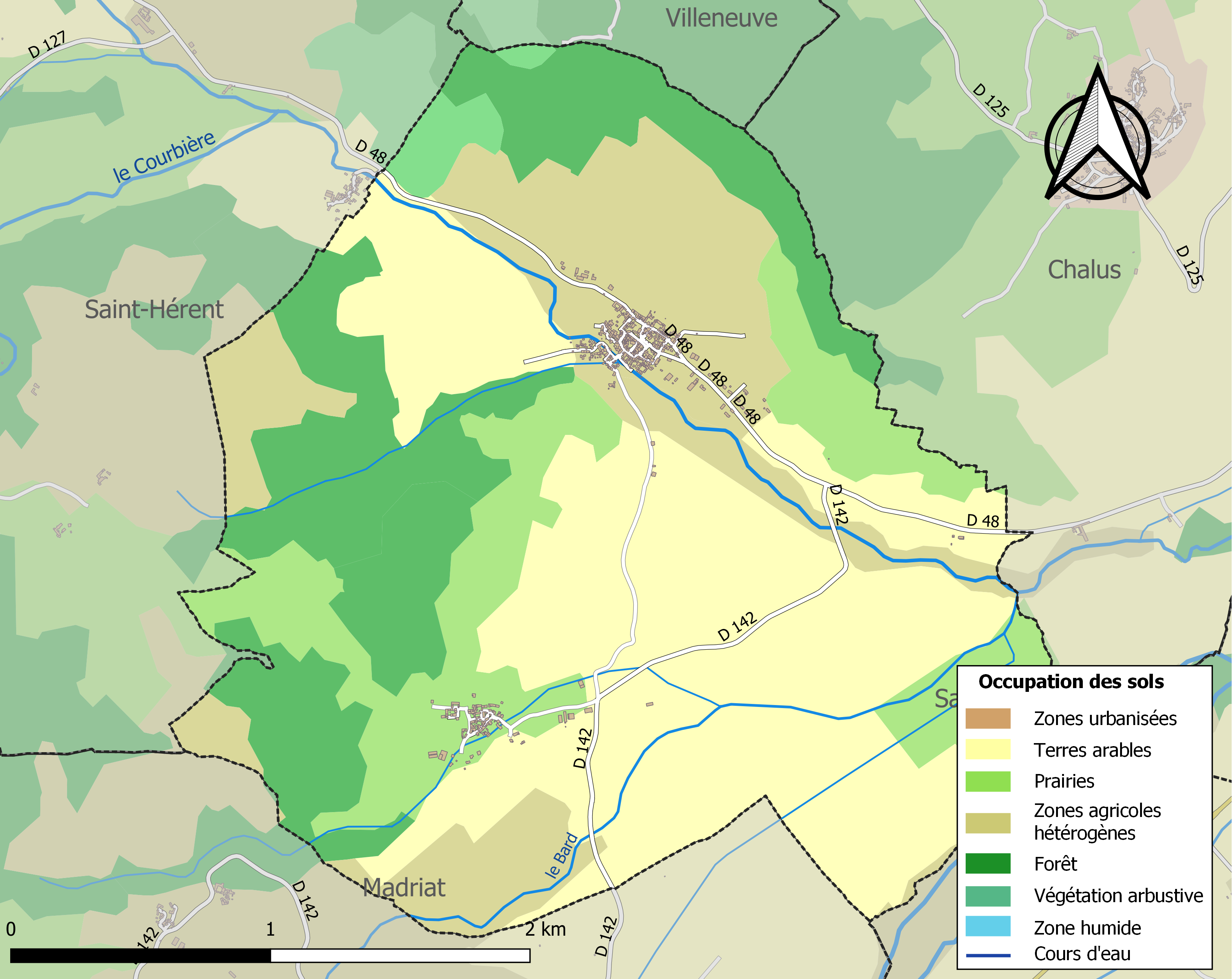
Carte des infrastructures et de l'occupation des sols de la commune en 2018 (CLC).

## Histoire
La configuration actuelle du village date de l'époque médiévale : la forme polygonale de l'enceinte qui protégeait alors le village est encore bien visible. Aux XVIIIe et XIXe siècles s'est développé à Boudes un important vignoble, aujourd'hui reconstitué après avoir été victime du phylloxéra à la fin du XIXe siècle.

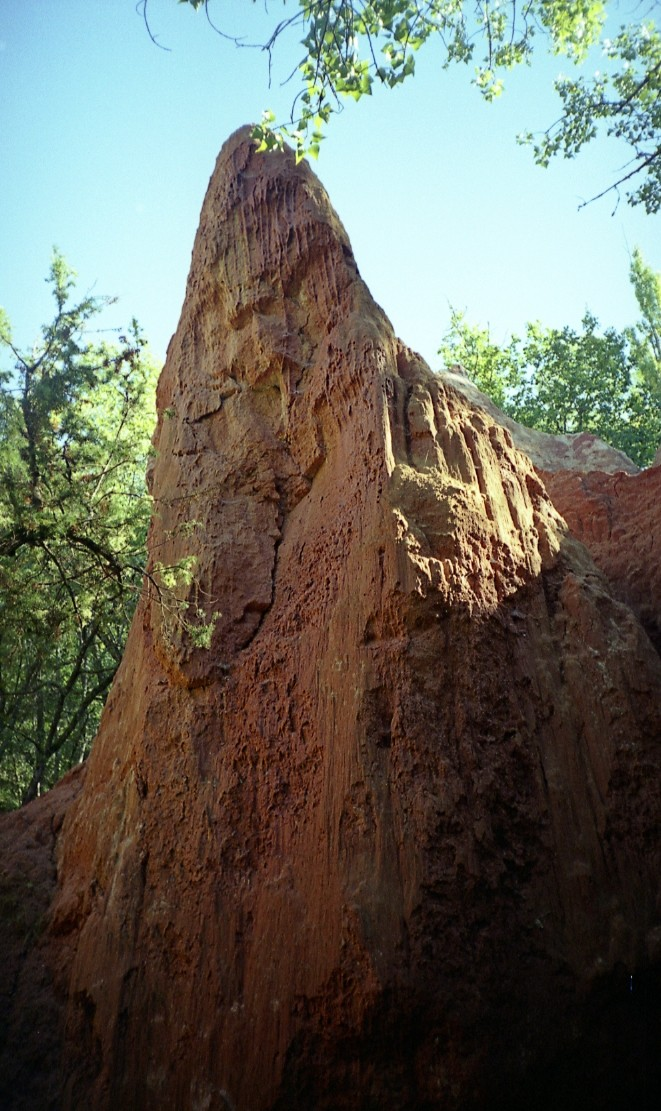
Une cheminée de fée.

## Politique et administration

### Découpage électoral
Boudes faisait partie du canton de Saint-Germain-Lembron jusqu'en mars 2015. À la suite du redécoupage cantonal appliqué en 2015, la commune est rattachée au canton de Brassac-les-Mines.

### Liste des maires
| Période        | Période                   | Identité                 | Étiquette | Qualité                             |
| -------------- | ------------------------- | ------------------------ | --------- | ----------------------------------- |
| an IX          | an XI                     | M. Gauttier Biauzat      |           |                                     |
| an XI          | juillet 1816              | M. de Tremeuge           |           |                                     |
| juillet 1816   | juillet 1825              | François Triozon         |           |                                     |
| juillet 1825   | octobre 1828              | François Lespinasse      |           |                                     |
| octobre 1828   | février 1832              | François Bougier         |           |                                     |
| février 1832   | décembre 1848             | M. Rome Fleurus          |           |                                     |
| décembre 1848  | août 1860                 | M. Jarrijon              |           |                                     |
| août 1860      | septembre 1870            | Jules Fournier           |           |                                     |
| septembre 1870 | mai 1871                  | M. Girard Laurent        |           |                                     |
| mai 1871       | août 1872                 | M. Rome Fleurus          |           |                                     |
| août 1872      | janvier 1878              | M. Girard Laurent        |           |                                     |
| janvier 1878   | mai 1892                  | M. Sabatier Durand Faure |           |                                     |
| mai 1892       | août 1900                 | M. Rome Lavialle         |           |                                     |
| août 1900      | août 1902                 | Guillaume Boy Boy        |           |                                     |
| août 1902      | mai 1904                  | Antoine Passion Besson   |           |                                     |
| mai 1904       | mai 1912                  | Paul Bard                |           |                                     |
| mai 1912       | décembre 1912             | Louis Buffe              |           |                                     |
| décembre 1912  | décembre 1919             | Octave Miogros           |           |                                     |
| décembre 1919  | janvier 1920              | M. Mavel Bard            |           |                                     |
| janvier 1920   | mai 1937                  | Charles Villeneuve       |           |                                     |
| octobre 1920   | mai 1937                  | Jean Mavel               |           |                                     |
| 1937           | 1940                      | Charles Villeneuve       |           |                                     |
| 1940           | 1942                      | Charles Chabasseul       |           |                                     |
| 1942           | février 1944              | Auguste Fayet            |           |                                     |
| février 1944   | octobre 1944              | M. Presl                 |           | Président de la délégation spéciale |
| octobre 1944   | mai 1945                  | Auguste Fayet            |           |                                     |
| mai 1945       | juin 1956                 | Marcel Monnet            |           |                                     |
| juin 1956      | mars 1959                 | Jean Mareuge             |           |                                     |
| mars 1959      | mars 1971                 | Albert Charmensat        |           |                                     |
| mars 1971      | mars 2001                 | Paul Retat               |           |                                     |
| mars 2001      | mars 2004                 | Jean Paul David          |           |                                     |
| mars 2004      | mars 2008                 | Paul Ilpide              |           |                                     |
| mars 2008      | mars 2014                 | Thierry Loos             |           |                                     |
| mars 2014      | 2018                      | Richard Viallet          |           |                                     |
| mars 2018,     | En cours (au 4 août 2020) | Aurélia Nuñez-Ortin      |           | Fonctionnaire territoriale          |

## Population et société

### Démographie
Les habitants de la commune sont appelés les Boudigans et les Boudigannes ou les Boudigands et Boudigandes[réf. souhaitée].
L'évolution du nombre d'habitants est connue à travers les recensements de la population effectués dans la commune depuis 1793. Pour les communes de moins de 10 000 habitants, une enquête de recensement portant sur toute la population est réalisée tous les cinq ans, les populations de référence des années intermédiaires étant quant à elles estimées par interpolation ou extrapolation. Pour la commune, le premier recensement exhaustif entrant dans le cadre du nouveau dispositif a été réalisé en 2006.

En 2022, la commune comptait 262 habitants, en évolution de −8,71 % par rapport à 2016 (Puy-de-Dôme : +2,1 %, France hors Mayotte : +2,11 %).
| 1793 | 1800 | 1806 | 1821 | 1831 | 1836 | 1841 | 1846 | 1851 |
| ---- | ---- | ---- | ---- | ---- | ---- | ---- | ---- | ---- |
| 657  | 625  | 583  | 798  | 791  | 753  | 725  | 686  | 685  |

| 1856 | 1861 | 1866 | 1872 | 1876 | 1881 | 1886 | 1891 | 1896 |
| ---- | ---- | ---- | ---- | ---- | ---- | ---- | ---- | ---- |
| 648  | 636  | 643  | 611  | 586  | 592  | 619  | 647  | 622  |

| 1901 | 1906 | 1911 | 1921 | 1926 | 1931 | 1936 | 1946 | 1954 |
| ---- | ---- | ---- | ---- | ---- | ---- | ---- | ---- | ---- |
| 595  | 529  | 513  | 424  | 402  | 355  | 333  | 306  | 309  |

| 1962 | 1968 | 1975 | 1982 | 1990 | 1999 | 2006 | 2011 | 2016 |
| ---- | ---- | ---- | ---- | ---- | ---- | ---- | ---- | ---- |
| 265  | 256  | 253  | 252  | 243  | 252  | 266  | 271  | 287  |

| 2021 | 2022 | - | - | - | - | - | - | - |
| ---- | ---- | - | - | - | - | - | - | - |
| 272  | 262  | - | - | - | - | - | - | - |

## Culture locale et patrimoine

### Lieux et monuments

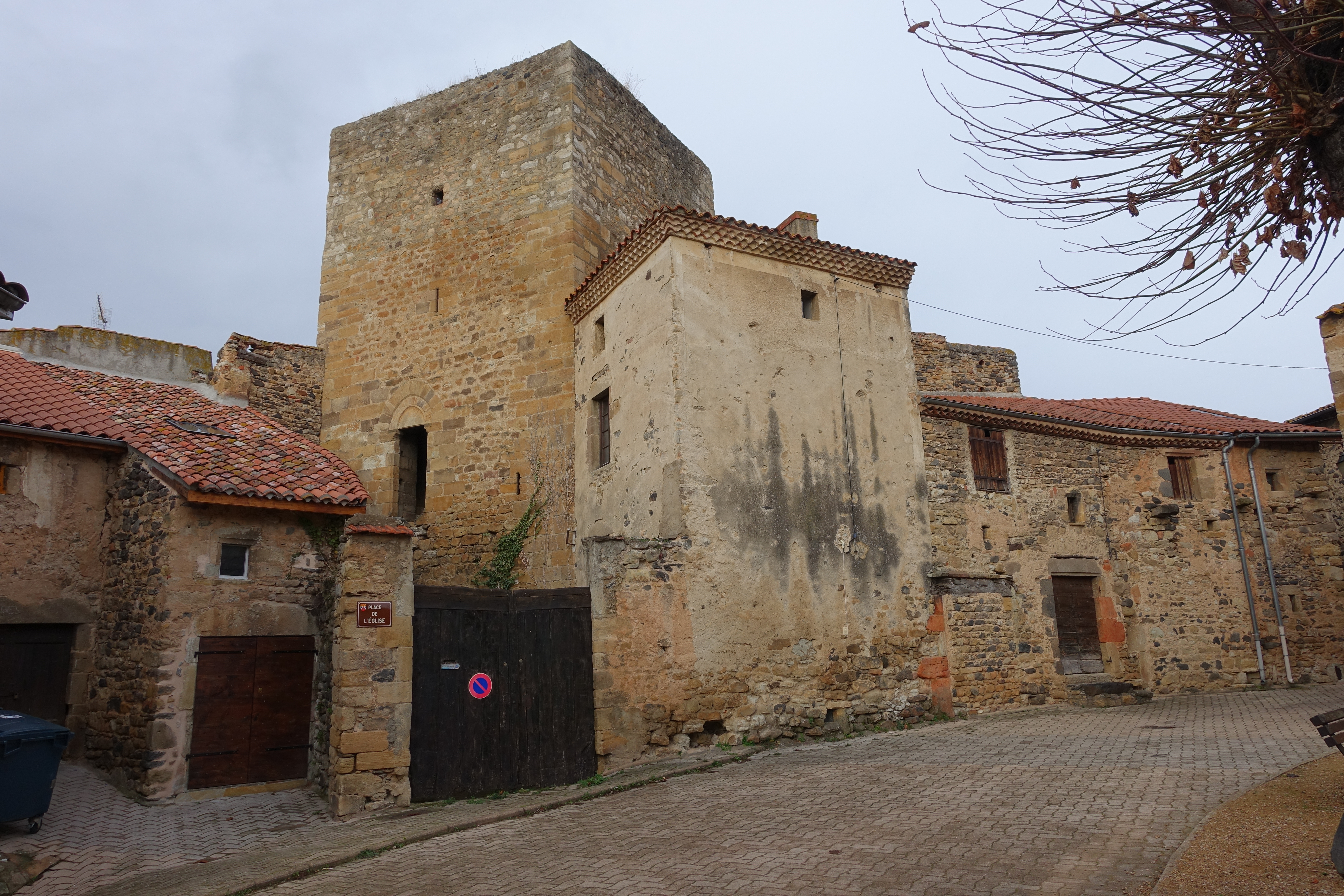
Fort sur la place de l'église de Boudes.

À proximité du village se trouve une curiosité géologique locale, la « vallée des Saints » : dans la terre rouge, l'érosion a créé de curieuses formations de couleur ocre qu'on appelle « cheminées de fées ». Le site de la Vallée des Saints comprend non seulement le Vallon des Fosses, mais aussi le Cirque des Mottes et la source minérale de Bard, qui était déjà connue et utilisée à l'époque gallo-romaine. Ce site est classé « Espace Naturel Sensible » par le conseil départemental et a fait l'objet d'un aménagement pour y permettre les promenades pédestres dans le respect de l'environnement particulièrement fragile (escalier, passerelles, terrasses d'observation). Le conseil général du Puy-de-Dôme et la communauté de communes du Lembron Val d'Allier ont financé le projet. Le Conservatoire des espaces naturels d'Auvergne s'est chargé de la réalisation technique du projet et du suivi du plan quinquennal de gestion. Un parking à l'entrée du village est le point de départ du circuit de découverte du site.

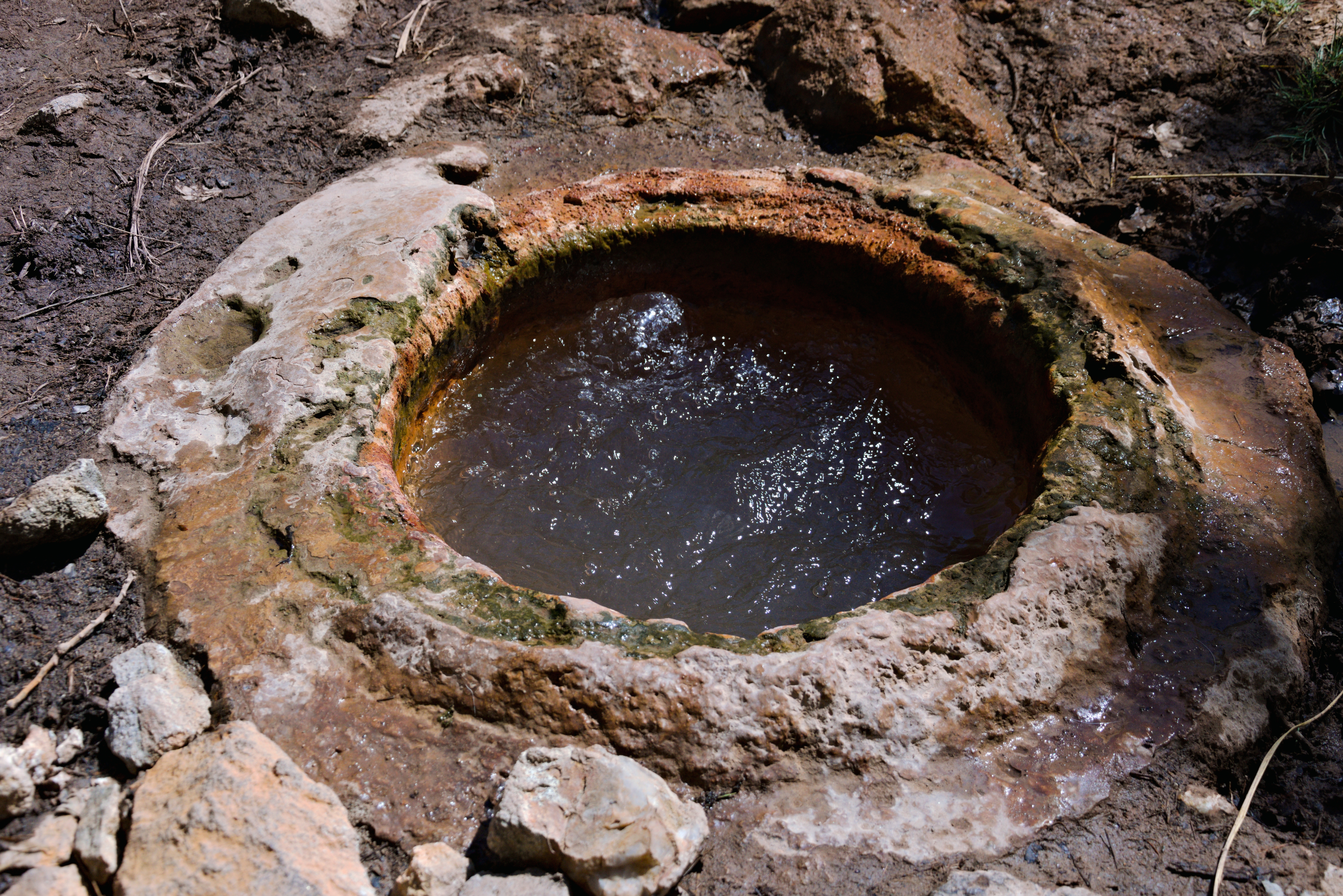
La source romaine de Bard.

Sur cet itinéraire se situe la source romaine de Bard. Cette source bouillonnante d'eau gazeuse a été probablement aménagée à l'époque romaine. En 1882, on découvrit en son fond 67 pièces de monnaie à l'effigie de l'empereur Domitien.

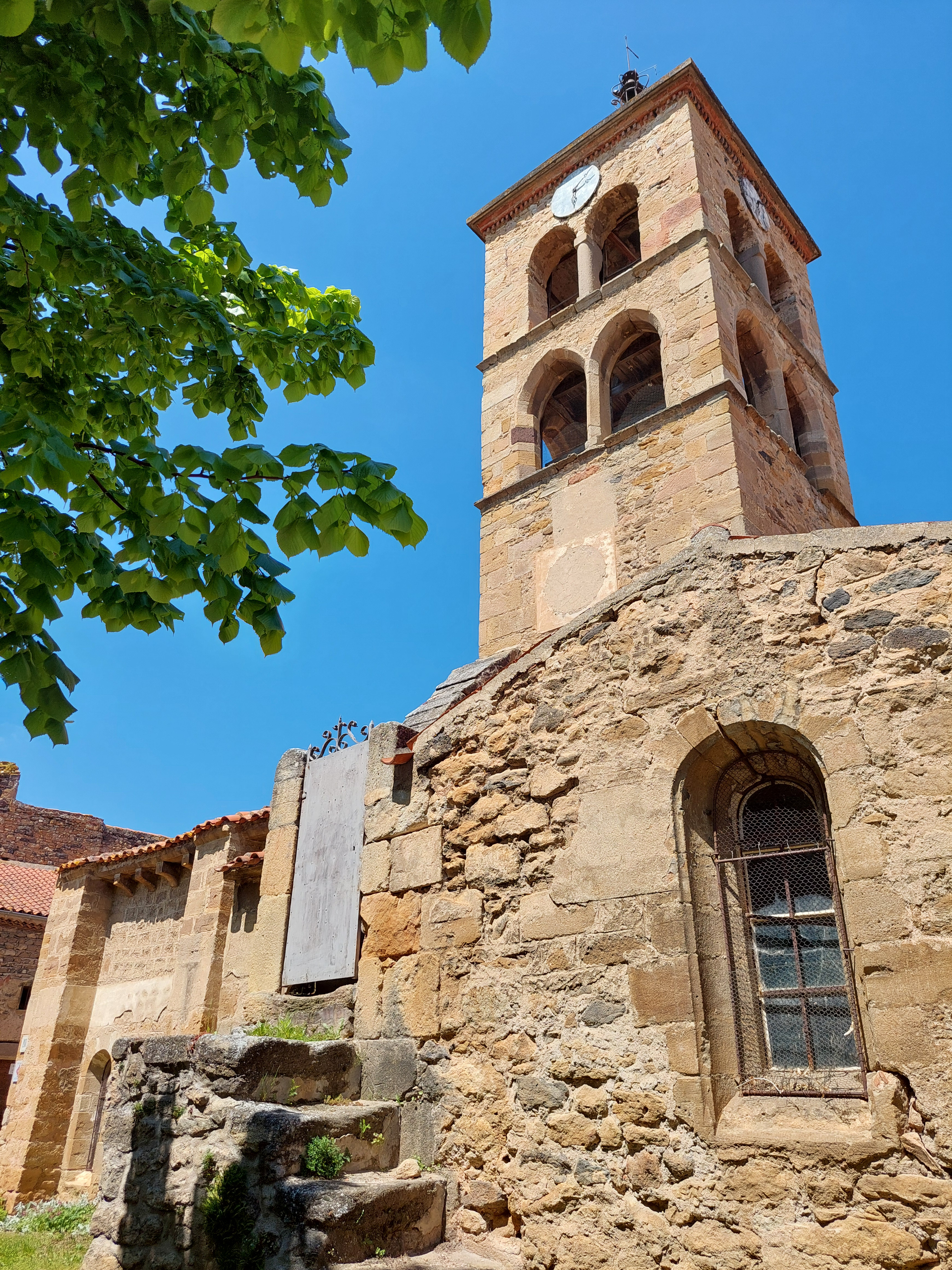
Église Saint-Loup

L'église Saint-Loup, datée du XIe siècle est classée Monument Historique depuis 1988, mais les modifications réalisées au cours des XIXe et XXe siècles ont alourdi le clocher. L'église s'enfonce progressivement dans le sol et les murs se fissurent en menaçant de s'effondrer. L'entrée aux visiteurs est interdite depuis le début des années 2000. L'association des amis de l'église Saint-Loup a été créée pour soutenir financièrement et techniquement le projet de travaux dont le coût de la première tranche est évalué aux alentours de 800 000 euros. Les travaux initialement prévus en 2020 semblent avoir pris du retard (en février 2022).
Les travaux permettront de consolider le clocher et de mieux ancrer les fondations de l'édifice.
Des subventions de l'État, du conseil régional et du conseil départemental ont été demandées.
Entourant l'église, on peut voir un fort villageois très bien conservé. Les habitations, loges et caves du fort, privées pour la plupart, sont très bien entretenues grâce aux préconisations de l'architecte des Bâtiments de France.
Hameau de Bard : jusqu'au XVIIIe siècle, Boudes comprenait trois hameaux ou lieux-dits : Donnezat, Bard, Pouilloux.
- Pouilloux a été rattaché à une commune voisine lors d'une réforme fiscale.
- Donnezat était une gentilhommière laissée par la suite à l'abandon dont il ne reste rien.
- Bard est un petit hameau comprenant des maisons de vignerons, colombiers… Il est traversé par un cours d'eau appelé au XIXe siècle la Brugere.

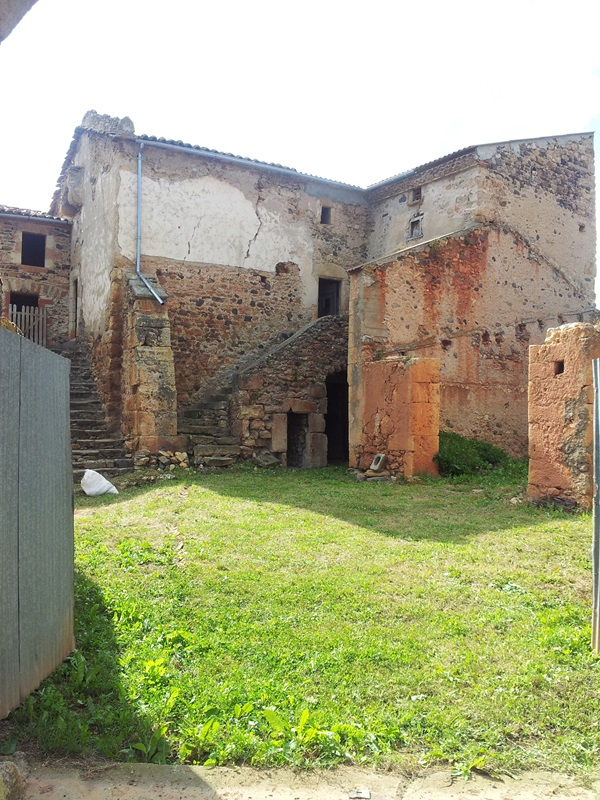
Maison-Forte de la Borie - Hameau de Bard - Boudes.

Il existe une maison forte du XIIIe siècle remaniée au XVIe siècle appelée Maison de la Borie qui appartenait à la famille du chancelier Duprat d'Issoire.